# Мядзельська сільська рада
Мядзельська сільська рада (біл. Мядзельскі сельсавет) — адміністративно-територіальна одиниця в складі Мядельського району розташована в Мінській області Білорусі. Адміністративний центр — Мядель.
Мядзельська сільська рада розташована на межі центральної Білорусі, у північній частині Мінської області орієнтовне розташування — супутникові знимки [Архівовано 22 червня 2007 у Wayback Machine.], на захід від Мяделі.
До складу сільради входять 46 населених пунктів:
- Азарки-Дворище • Азарки-Пудовинка • Азарки-Старі • Березняки • Боклаї • Бояри • Волочик • Ворги • Гарані • Готовичі • Гірини • Кемси • Кобайли • Кочерги • Крути • Кулики • Липове • Лопоси • Лотва • Лук'яновичі • Мінчаки • Михалі • Мовчанки • Молчани • Никитки • Микольці • Микольці хутір • Перегродь • Пехурі • Полуяни • Прудники • Радьки • Рожки • Россохи • Садовщина • Скороди • Селькове • Стоми • Тимошковщина • Тридани • Челеї • Черняти • Шелковщина • Шиковичі • Шимки • Юшкевичі.